# Foghammar
Foghammar är en by i Alunda socken i Östhammars kommun som har vuxit ihop med tätorten Alunda och därför räknas in i befolkningsunderlaget där. Foghammar är den del av Alunda samhälle som ligger söder om Kilbyån, ån som byter namn vid den gamla bron, till Foghammarsån. Tidigare var Foghammar samhällets centrum med järnvägsstation, post, affär och hotell. Där fanns också många företagare, därav vägnamnen Hantverkarvägen, Garvarevägen och Svarvarevägen.
Foghammar är också en släkt vars efternamn namn är taget av Petrus Foghammar född Eriksson från byn "Foghammar"
Foghammar finns dokumenterat första gången i markgäldsförteckningen 1312 då här upptas fyra skattskyldiga bönder. En kyrkolandbo i Foghammar upptas i förteckningen över vad hertig Valdemar uppburit av kyrkogodsen i Tiundaland från 1316. Karl Djäkn (två stjärnor) tilldömdes 1409 14 öresland jord i Foghammar som hans morfar olagligen bytt bort. Under 1500-talet omfattade Foghammar 1 mantal skatte (med en utjord i samma by), 2 mantal kyrkojord och 2 mantal frälsejord.